# 684 v. Chr.
Portal Geschichte | Portal Biografien | Aktuelle Ereignisse | Jahreskalender | Tagesartikel

◄ |
8. Jahrhundert v. Chr. |
7. Jahrhundert v. Chr. |
6. Jahrhundert v. Chr. |
►

◄ | 700er v. Chr. | 690er v. Chr. | 680er v. Chr. | 670er v. Chr. |
660er v. Chr. |
►

◄◄ | ◄ | 687 v. Chr. | 686 v. Chr. | 685 v. Chr. | 684 v. Chr. |
683 v. Chr. |
682 v. Chr. |
681 v. Chr. |
► |
►►

## Ereignisse

### Politik und Weltgeschehen
- Trotz seiner relativ geringen Größe gelingt es dem chinesischen Staat Lu, zur Zeit der Frühlings- und Herbstannalen einen Angriff des scheinbar übermächtigen Staates Qi abzuwehren.

### Wissenschaft und Technik
- 21. Regierungsjahr des assyrischen Königs Sîn-aḫḫe-eriba (684–683 v. Chr.):
  - Im babylonischen Kalender fällt das babylonische Neujahr des 1. Nisannu auf den 10.–11. März[1], der Vollmond im Nisannu auf den 23.–24. März[1] und der 1. Tašritu auf den 2.–3. Oktober[1].
  - Der ausgerufene Schaltmonat Ululu II beginnt am 2. September.[1]